# Black Roses
Black Roses (česky Černé růže) je osmé studiové album finské skupiny The Rasmus. Album vyšlo 22. září 2008 a nachází se na něm 11 skladeb.

## Seznam skladeb
1. Livin' in a World Without You
2. Ten Black Roses
3. Ghost of Love
4. Justify
5. Your Forgiveness
6. Run to You
7. You Got It Wrong
8. Lost and Lonely
9. The Fight
10. Dangerous Kind
11. Live Forever

Do alba patří i píseň „Yesterday You Threw Away Tomorrow“, která však ve speciální české edici chybí.
Skupina natočila hudební klipy ke třem písničkám z tohoto alba, a to k písním „Livin' in a World Without You“ (v hitparádě T-Music Chart se song 5 týdnů držel v první trojce a čtyřikrát zvítězil), „Justify“ a „Your Forgiveness“.